# Рибкинська сільська рада
Ри́бкинська сільська рада (рос. Рыбкинский сельский совет) — сільське поселення у складі Новосергієвського району Оренбурзької області Росії.
Адміністративний центр — село Рибкино.

## Населення
Населення — 858 осіб (2019; 941 в 2010, 1067 у 2002).

## Склад
До складу сільської ради входять:
| Населений пункт   | Населення, осіб (2002) | Населення, осіб (2010) |
| ----------------- | ---------------------- | ---------------------- |
| Волостновка, село | 62                     | 34                     |
| Рибкино, село     | 1005                   | 907                    |